# Uranotaenia tanzaniae
Uranotaenia tanzaniae är en tvåvingeart som beskrevs av Cunha Ramos 1993. Uranotaenia tanzaniae ingår i släktet Uranotaenia och familjen stickmyggor.
Artens utbredningsområde är Tanzania. Inga underarter finns listade i Catalogue of Life.